# Lux Express Group
Lux Express Group — эстонская компания, осуществляющая деятельность в сфере междугородных и международных автобусных перевозок на территории Европейского Союза, Российской Федерации и Республики Беларусь под торговыми марками Lux Express и Simple Express.
Юридическое лицо в России — АО «Eurolines» (с 1997 года), её генеральный директор — Райт Реммель.

## История
Компания основана в 1993 году.
2 июня 2014 года компания начала осуществлять перевозки на маршруте Хельсинки — Санкт-Петербург.
15 января 2015 года компания прекратила осуществление перевозок на маршруте Рига — Калининград.
5 марта 2015 года компания вышла на внутренний рынок Польши, открыв маршрут Варшава — Краков.

## Деятельность и услуги
Помимо автобусных перевозок компания оказывает услуги по оформлению виз и страховок, занимается продажей билетов на паромы, а также предлагает аренду автомобилей и туристические путёвки с отдыхом в гостиницах.
Автобусные маршруты Lux Express Group разделяются на следующие виды в зависимости от объёма предоставляемых услуг:
- Lux Mini — автобус оснащен 16 комфортабельными сиденьями, расположенными попарно и отдельно. Lux Mini совершают рейсы между Санкт-Петербургом и Йыхви через Нарву и Силламяэ.
- Simple Express — минимальный набор услуг по минимальным тарифам (по Эстонии — от 1 евро, на международных маршрутах — от 3 евро)
- Lux Express — расширенный набор услуг (включая персональное мультимедийное устройство с сенсорным экраном, а на международных маршрутах — бесплатный кофейный аппарат) по более высоким тарифам
- Lux Express Special — автобусы Lux Express с эксклюзивными индивидуальными и парными кожаными сидениями
- Lux Express Lounge — автобусы Lux Express с lounge-зоной в задней части автобуса, где размещены 10 приватных сидений с подставками для ног и полочками

Издаётся бортовой журнал Direction, предлагаемый пассажирам международных рейсов Lux Express и Simple Express.

## Маршруты
Компания осуществляет перевозки по междугородным маршрутам в Эстонии, а также по международным маршрутам, связывающим между собой Эстонию, Латвию, Литву, Польшу, Финляндию, Россию и Беларусь.

### Международные маршруты
| Маршрут следования          | Тип рейсов                      | Количество рейсов | Примечание                                             |
| --------------------------- | ------------------------------- | ----------------- | ------------------------------------------------------ |
| Таллин — Рига               | Lux Express, Lux Express Lounge | 11 в сутки        |                                                        |
| Таллин — Вильнюс            | Lux Express                     | 7-8 в сутки       |                                                        |
| Таллин — Санкт-Петербург    | Lux Express, Lux Express Lounge | 7-8 в сутки       | Часть рейсов выполняет АО «Евролайнс»                  |
| Лухамаа — Москва            | Lux Express Special             | 1 в сутки         | Согласован с рейсами Таллин — Лухамаа и Рига — Лухамаа |
| Рига — Вильнюс              | Lux Express, Lux Express Lounge | 10 в сутки        |                                                        |
| Рига — Санкт-Петербург      | Lux Express                     | 4 в сутки         |                                                        |
| Рига — Лухамаа              | Lux Express Special             | 1 в сутки         | Согласован с рейсом Лухамаа — Москва                   |
| Панявежис — Минск           | Lux Express                     | 1 в сутки         | Согласован с рейсом Рига — Панявежис — Вильнюс         |
| Вильнюс — Варшава           | Lux Express                     | 4 в сутки         |                                                        |
| Санкт-Петербург — Хельсинки | Lux Express                     | 5 в сутки         | Рейсы выполняет АО «Евролайнс»                         |
| Санкт-Петербург — Йыхви     | Lux Mini                        | 3-4 в сутки       | Рейсы выполняет АО «Евролайнс»                         |

### Маршруты по Эстонии
| Маршрут следования    | Тип рейсов         | Количество рейсов | Примечание                                   |
| --------------------- | ------------------ | ----------------- | -------------------------------------------- |
| Таллин — Нарва        | Lux Express        | 7 в сутки         |                                              |
| Таллин — Нарва        | Simple Express     | 7 в сутки         | Рейсы выполняет Eesti Buss OÜ                |
| Таллин — Нарва-Йыэсуу | Simple Express     | 2 в сутки         | Рейсы выполняет Eesti Buss OÜ                |
| Таллин — Тарту        | Lux Express Lounge | 17 в сутки        |                                              |
| Таллин — Тарту        | Lux Express        | 3 в сутки         |                                              |
| Таллин — Тарту        | Simple Express     | 6 в сутки         | Рейсы Simple Express выполняет Eesti Buss OÜ |
| Таллин — Тарту        | Eesti Buss OÜ      | 1 в сутки         |                                              |
| Таллин — Пярну        | Lux Express        | 8 в сутки         |                                              |
| Таллин — Курессааре   | Lux Express        | 2 в сутки         | Рейсы выполняет Lux Express Estonia AS       |
| Таллин — Курессааре   | Lux Express        | 2 в сутки         | Рейсы выполняет Eesti Buss OÜ                |
| Таллин — Выру         | Lux Express        | 2 в сутки         |                                              |
| Таллин — Выру         | Simple Express     | 2 в сутки         | Рейс выполняет Eesti Buss OÜ                 |
| Таллин — Выру         | Lux Express        | 1 в сутки         | Рейс выполняет Eesti Buss OÜ                 |
| Таллин — Лухамаа      | Lux Express        | 1 в сутки         | Согласован с рейсом Лухамаа — Москва         |
| Таллин — Хаапсалу     | Lux Express        | 2 в сутки         | Рейс выполняет Eesti Buss OÜ                 |
| Тарту — Нарва         | Simple Express     | 2 в сутки         | Рейсы выполняет Eesti Buss OÜ                |

## Подвижной состав
Для осуществления перевозок компания использует 140 автобусов (по состоянию на 19 мая 2017) производства испанской компании Irizar.

## Перспективы развития
Компания планирует продолжить активное развитие на рынке междугородных маршрутов в Польше. Также рассматриваются варианты открытия междугородных маршрутов в России.

## Происшествия
29 января 2016, около 00.50 часов в Эстонии в уезде Ида-Вирумаа на 8 километре шоссе Йыхви-Тарту-Валга выехал с дороги и перевернулся на бок автобус, следовавший из Риги в Санкт-Петербург. Пострадало 13 человек, из них двое получили серьезные повреждения.
08 февраля 2016, в 01:00 в Эстонии в уезде Ида-Вирумаа на 52 километре шоссе Йыхви-Тарту-Валга произошло столкновение рейсового автобуса Simple Express, следовавшего из Санкт-Петербурга в Ригу и грузовика. Водитель автобуса погиб на месте, в больницу доставлены 13 человек.
10 октября 2022 на трассе «Нарва» около деревни Гурлево в Ленинградской области произошло столкновение автобуса Lux Express, следовавшего из Санкт-Петербурга в Ригу, с выехавшим на встречную полосу самосвалом. Погиб подменный водитель автобуса, 14 человек пострадали.
02 февраля 2025 на 33-м километре трассы «Нарва» в Ленинградской области произошло лобовое столкновение следовавшего из Ивангорода в Санкт-Петербург автобуса Lux Express со снегоуборочной машиной КАМАЗ. Двое пассажиров погибли, 18 человек получили травмы.
28 июля 2025 на 20-м километре шоссе Таллинн – Пярну – Икла автобус компании Lux Express врезался в грузовик, остановившийся на обочине дороги. Автобус получил серьёзные повреждения, но обошлось без тяжело пострадавших.